# Iloilo
Iloilo – miasto na Filipinach, na południowym wybrzeżu wyspy Panay, nad zatoką Panay (Morze Sulu), ośrodek administracyjny prowincji Iloilo. W 2010 roku jego populacja liczyła 424 619 mieszkańców. W pobliżu miasta znajduje się port lotniczy Iloilo.

## Miasta partnerskie
- Stockton, Stany Zjednoczone
- Dededo, Guam
- Quezon City, Filipiny
- Makati, Filipiny
- Qingdao, Chińska Republika Ludowa